# Lýkie a Pamfýlie

Provincie Lýkia a Pamfýlie okolo roku 125

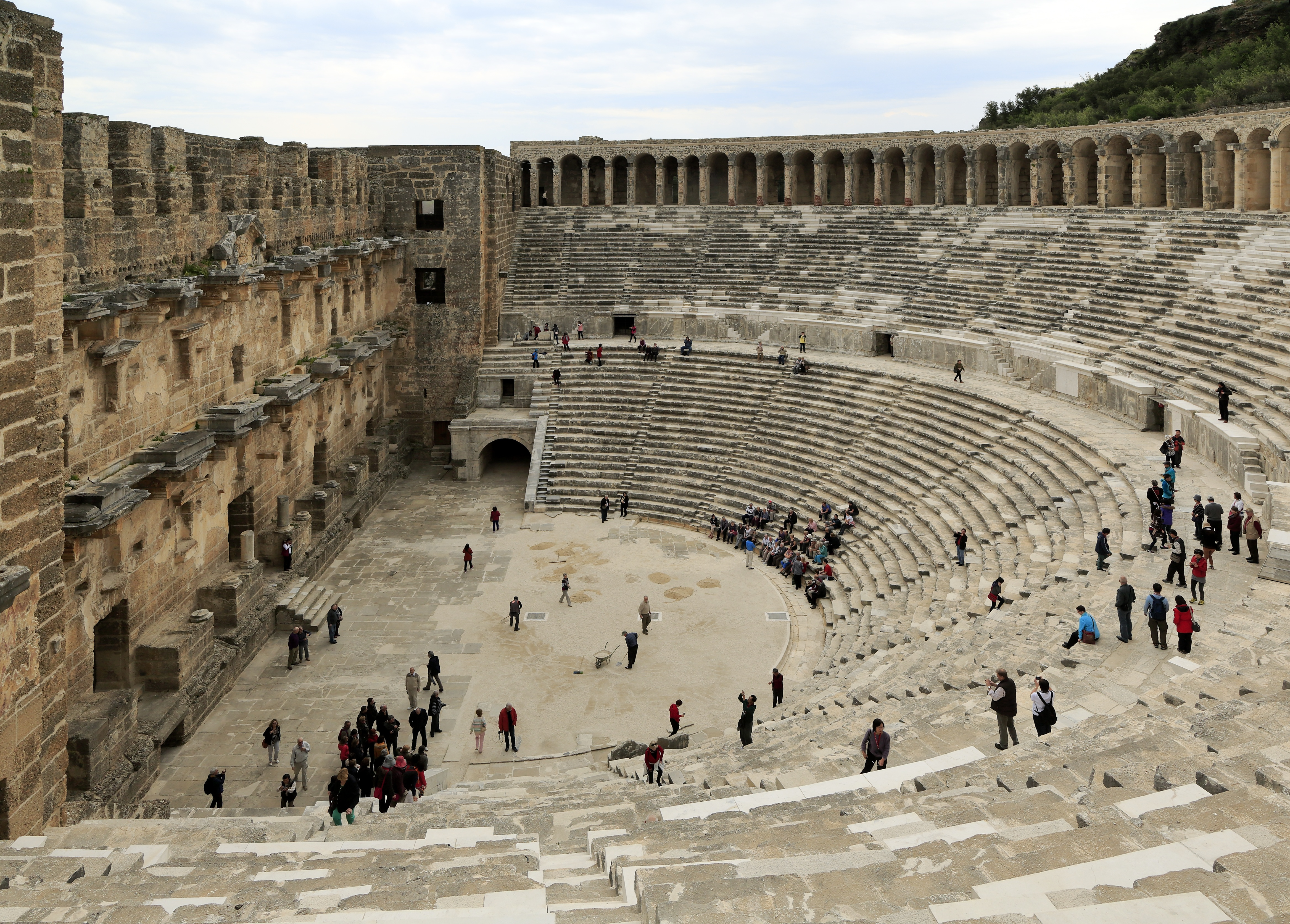
Amfiteátr v Aspendu

Lýkie a Pamfýlie, latinsky Lycia et Pamphylia, řecky Λυκίας καὶ Παμφυλίας, byla provincie Římské říše. Založena byla roku 74, zanikla patrně ve 4. století. Vznikla na historických územích Lýkie a Pamfýlie na jihu Malé Asie (dnešní Turecko). Založil ji císař Vespasianus. Spojil přitom provincii Lýkie, kterou roku 43 založil císař Claudius, a připojil k ní část území do té doby patřící k provincii Galacie. Hranice vytyčil s ohledem na geografické a ekonomické faktory, cílem bylo mj. zahrnout do provincie celá povodí řek Xanthus, Cestrus (Aksu) a Eurymedon (Köprüçay). Hadrián nebo Antoninus Pius připojil k provincii Pisidii. Původně byla císařskou provincií, Marcus Aurelius z ní roku 135 učinil provincii senátorskou. Během správních reforem císaře Diokleciána (okolo roku 295) byly Lýkie a Pamfýlie přejmenována na provincii Pamfýlie. Roku 325 byla znovu rozdělena na dvě samostatné provincie, Lýkii a Pamfýlii, čímž zanikla. Historické prameny si v této věci ovšem poněkud protiřečí, neboť Polemius Silvius ještě v 5. století hovoří o jednotné provincii Lýkie a Pamfýlie v tehdejší Byzanci, tedy východní části původní Římské říše.
Hlavním městem byla Attalia (dnešní turecká Antalya). Nejdůležitějším městem v regionu byla však Patara, u ústí řeky Xanthos. Důležitými centry byly také Side a Myra na pobřeží, Seleukia ve vnitrozemí, Oenoanda, Tlos a Termessos na náhorní plošině Milyás a Sagalassos v Pisidii. V Pamfýlii to byla především města Aspendos, kde se dochoval monumentální amfiteátr v takřka neporušeném stavu, a Perge. 
V roce 129 navštívil císař Hadrián Lykii a nechal postavit dvě sýpky v přístavech měst Myra a Patara, kde bylo shromažďováno a skladováno obilí z celé provincie. Tato infrastruktura zůstala funkční až do 4. století. V roce 141 otřáslo oblastí silné zemětřesení, které způsobilo zkázu většiny měst. Opramoas z Rodiapole, často označovaný za nejbohatšího muže Malé Asie, ze soukromých peněz investoval obrovské částky do obnovy těchto měst.
V 7. století území obsadili Arabové, pro Byzanc jej v roce 965 znovu získal Nikeforos II.